# Querendas
Querendas är en ort i Mexiko.   Den ligger i kommunen Pungarabato och delstaten Guerrero, i den södra delen av landet, 200 km sydväst om huvudstaden Mexico City. Querendas ligger 262 meter över havet och antalet invånare är 1 537.
Terrängen runt Querendas är platt åt nordväst, men åt sydost är den kuperad. Runt Querendas är det ganska tätbefolkat, med 172 invånare per kvadratkilometer. Närmaste större samhälle är Ciudad Altamirano, 4,1 km väster om Querendas. Omgivningarna runt Querendas är en mosaik av jordbruksmark och naturlig växtlighet.